# Jeremy Kittel
Jeremy Allan Kittel (* 26. April 1984) ist ein US-amerikanischer Geiger, Fiddlespieler, Bratschist und Komponist.
Kittel studierte an der University of Michigan und erlangte den Mastergrad in Jazz Performance an der Manhattan School of Music. Er tritt mit seiner eigenen Band Kittel & Co und mit verschiedenen Orchestern als Solist auf. Als Komponist und Arrangeur arbeitete er u. a. mit Abigail Washburn und Béla Fleck, Aoife O’Donovan, Yo Yo Ma und dem Silk Road Ensemble, Laura Veirs, Sara Watkins und dem Turtle Island Quartet, dem er selbst fünf Jahre angehörte, zusammen, und er spielte Aufnahmen mit Edgar Meyer, Chris Thile, Mark O’Connor und Mike Marshall ein.
2015 komponierte er mit der Singer-Songwriterin Aoife O’Donovan und Teddy Abrams das sinfonische Werk Bull Frogs Croon, das mit ihm selbst und O’Donovan als Solisten aufgeführt wurde. Das Konzerthausorchester beauftragte ihn 2016 mit einer Komposition zum 100. Geburtstag von Yehudi Menuhin. Das Werk A Compass in the Tempest wurde mit den Geigern Daniel Hope, Roby Lakatos, L. Subramaniam, Gilles Apap, Didier Lockwood und Mark O’Connor uraufgeführt. 2018 erschien Whorls, das Debütalbum seiner Band Kittel & Co mit dem Mandolinisten Josh Pinkham, dem Cellisten Nathaniel Smith, dem Gitarristen Quinn Bachand und dem Hackbrettspieler Simon Chrisman.
Kittel gibt Workshops und Kurse u. a. am Berklee College of Music, der Belmont University, an der New School, der Internationalen Musikakademie Pilsen, der Zürcher Hochschule der Künste, der Valley of the Moon Scottish Fiddling School und der University of Michigan. Er ist Preisträger der US National Scottish Fiddle Championships und erhielt sechsmal den Detroit Music Award.

## Weblink
- Website von Jeremy Kittel